# لوییس استیل
لوییس استیل (انگلیسی: Louise Steel؛ زادهٔ ۱۹ فوریهٔ ۱۹۸۵) یک پخش کننده اسکاتلندی است. استیل در برنامه‌های تلویزیونی بسیاری از جمله، نمایش روز شنبه بی‌بی‌سی اسکاتلند و برنامه باشگاه کوپید در کانال اس تی وی کار کرده‌است.